# Індійсько-словенські відносини
Індійсько-словенські відносини (англ. Indian-Slovenian relations, гінді भारत-स्लोवेनियाई संबंध, словен. indijsko-slovenski odnosi) — історичні та поточні двосторонні відносини між Індією та Словенією.

## Історія
Індія визнала Словенію 11 травня 1992 року. Дипломатичні відносини було встановлено 18 травня 1992 року, у день, коли словенський міністр закордонних справ Димитрій Рупель відвідав Індію. Словенія попрохала Індію підтримати її членство в Організації Об'єднаних Націй та гостьове членство в Русі неприєднання, одержавши таку підтримку в обох випадках. Словенію прийняли в ООН 23 травня 1992 року.
Словенія відкрила своє посольство в Нью-Делі 1 серпня 2002 року. Спочатку посольство очолював тимчасовий повірений у справах, але у вересні 2009 року статус керівника дипломатичної місії було підвищено до рівня посла. Індія відкрила своє посольство в Любляні в лютому 2007. Перший постійний посол Індії в Словенії вручив вірчі грамоти президенту Словенії 1 березня 2007 р. Приміщення було офіційно відкрито 30 березня 2007 року під час візиту міністра закордонних справ Ананда Шарми. 30—31 серпня 2009 року з метою участі у «Бледському стратегічному форумі» Словенію відвідала міністр закордонних справ Преніт Каур.
У лютому 2010 року президент Словенії Данило Тюрк перебував із візитом у Нью-Делі, зустрівшись з індійським прем'єр-міністром і відвідавши 10-й (Делійський) Світовий саміт сталого розвитку, організований місцевим Інститутом енергетики та ресурсів.
2011 року Словенія відкрила чотири консульства на чолі з почесними консулами в Колкаті, Мумбаї, Ченнаї та Бангалорі. У червні 2011 року прем'єр-міністр Словенії Борут Пахор відвідав Нью-Делі, Мумбаї та Бангалор, зустрівшись із президентом, віце-президентом, прем'єр-міністром, міністром закордонних справ і лідером опозиції.
3 вересня 2021 прем'єр-міністр Янез Янша прийняв міністра закордонних справ Індії Субраманьяма Джайшанкара, що перебував із робочим візитом у Словенії.